# Reformierte Kirche Hohenlimburg

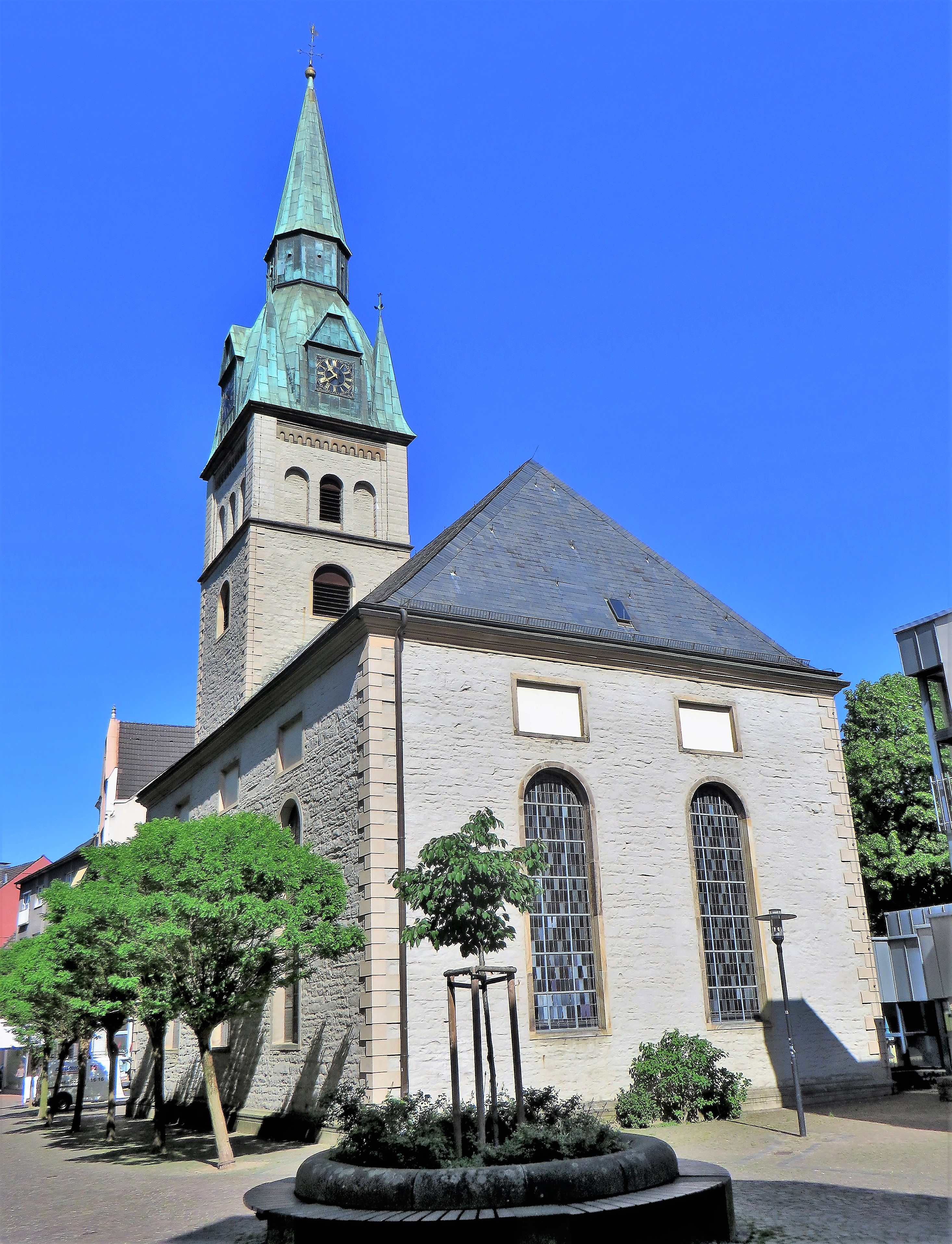
Kirchenansicht

Die evangelisch-reformierte Kirche in Hohenlimburg wurde zwischen 1749 und 1751 gebaut. Sie ist in die Denkmalliste der Stadt Hagen eingetragen. Besonders bemerkenswert ist das barocke Deckengemälde.

## Entstehungsgeschichte
Der Bau wurde von Moritz Casimir I. von Bentheim-Tecklenburg als Landesherr der Grafschaft Limburg und Kirchenpatron mit Geldern der Rentkammer gefördert. Auch genehmigte er eine Kollekte zum Kirchenbau. Das Kollektenbuch verzeichnet nicht nur die Stiftsdamen des benachbarten Stiftes Elsey, sondern auch reformierte Gemeinden in Norddeutschland und den Niederlanden. Zuvor hatte der Graf bereits die etwas kleinere Kirche in Berchum bauen lassen. Die Architektur ist wie bei anderen reformierten Kirchen recht schlicht.

## Baubeschreibung

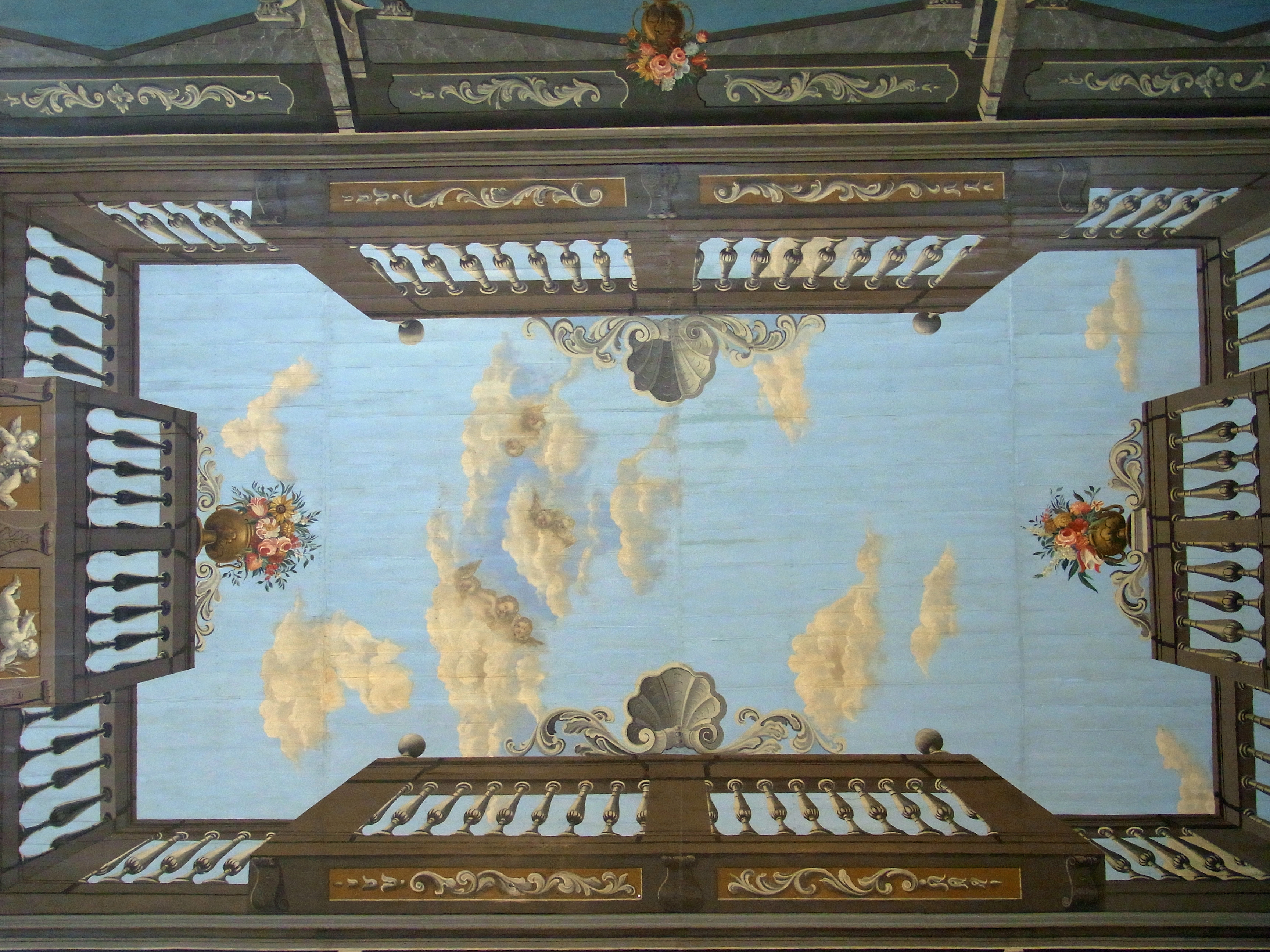
Deckenmalerei

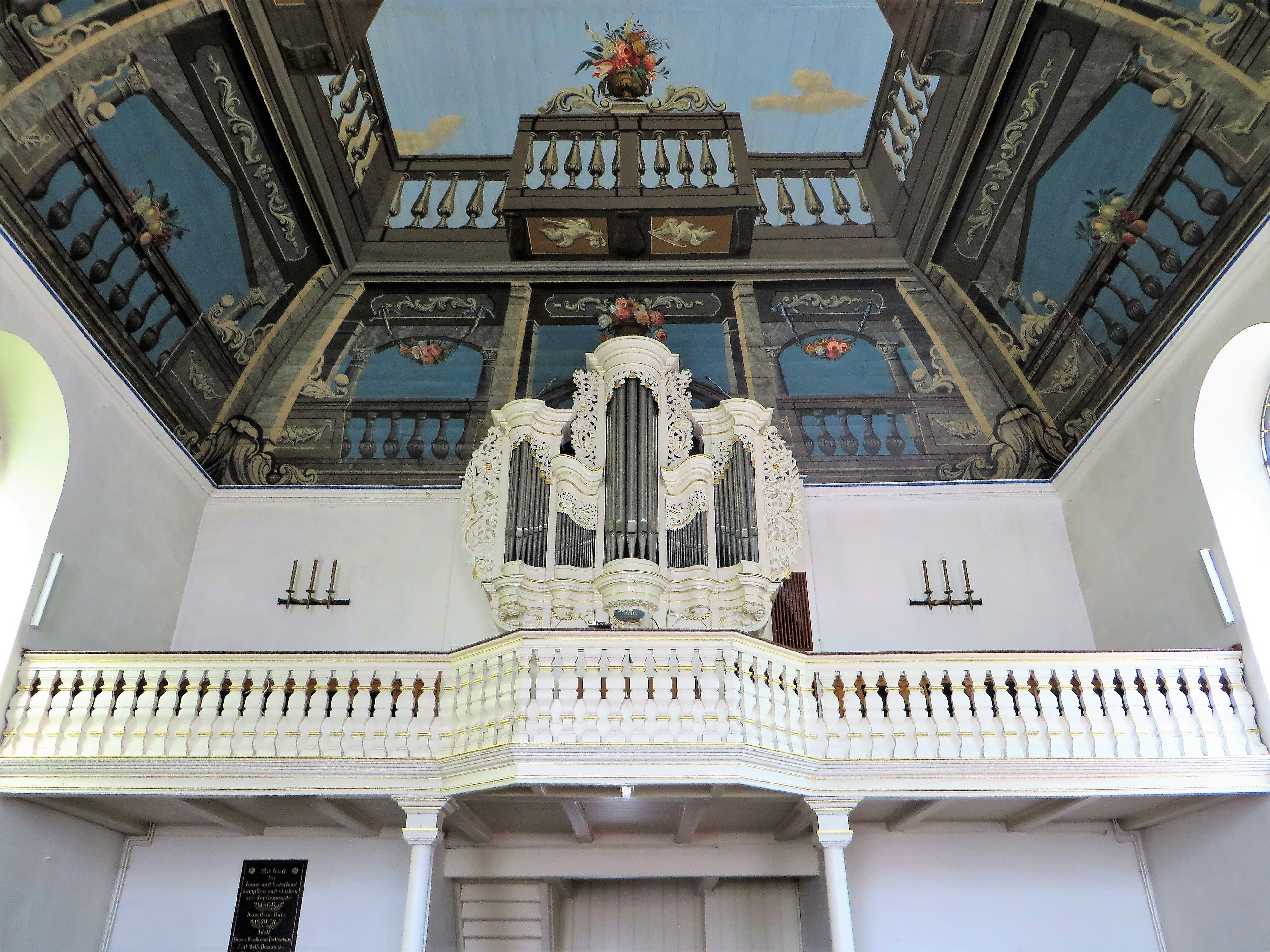
Orgelempore

Durch die Einweihung der 1751 fertiggestellten reformierten Kirche, die an der Stelle der mittelalterlichen Marienkapelle entstand und gleichzeitig auch Hofkirche des Grafenhauses war, erhielt die zum Hauptort in der Grafschaft avancierte Gemeinde Limburg einen repräsentativen Sakralbau.
Die Kirche wurde einschiffig rechteckig mit hohen Fenstern und einer gewölbten Holzdecke im Renaissance-Stil erbaut. Der Kirchturm war ursprünglich nur 22,5 Meter hoch und ohne Spitze. Für ein größeres Geläut wurde der Turm 1865/66 auf 26,7 Meter erhöht. Hinzu kommt der 8 Meter hohe Turmhelm mit kleinen Ecktürmchen. Der Turmhelm wurde 1898/99 noch einmal erhöht und mit Kupfer gedeckt. Heute ist der Turm 50 Meter hoch. In ihm befindet sich ein Geläut, das aus drei Bronzeglocken besteht. Die Zifferblätter der vier Uhren am Kirchturm wurden damals auch höher gesetzt, das mechanische Uhrwerk von 1891 hat aber inzwischen einem funkgesteuerten Computer Platz gemacht.
Im Inneren befindet sich an der Stirnwand der Kanzelprospekt, in reicher barocker Schnitzerei ausgeführt, in festlichem Weiß gehalten und mit Blattgold verziert. Erschaffen von dem Hofschreiner Johann Caspar Rodermund. Der anscheinend doppelte Kanzelaufgang erinnert an die Art der Herrenhuter Gemeinden. Das Schnitzwerk der Kanzel zeigt einen stilisierten Palmbaum. Der ursprünglich ebenfalls barocke Abendmahlstisch vor der Kanzel wurde 1835 nach Schaffung der preußischen Union der reformierten und lutherischen Kirche durch einen Altar ersetzt. Heute steht dort ein einfacher Abendmahlstisch aus den 1990er Jahren. Die Jahreszahl 1767 an der Liedtafel erinnert an die Einführung des ersten gemeinsamen Gesangbuchs. Eine ursprünglich vorhandene Patronatsloge an der Längsseite der Kirche wurde 1953 entfernt.
Insbesondere bei der Deckenmalerei zeigt sich der Wunsch nach barocker Prachtentfaltung. Das Werk zeigt eine bunte Fantasiedarstellung einer Schlossgalerie mit blauem Himmel, Putten und weißen Wölkchen. Nicht zu sehen sind gemäß reformierter Tradition biblische Darstellungen. Über der Kanzel ist das gräfliche Wappen zu sehen.
Einige früher im Boden eingelassene Grabplatten sind nun an den Wänden zu sehen. Im Eingang des Turms befindet sich die Platte von Gräfin Albertine Henriette zu Ysenburg-Meerholz (1703–1749), erste Ehefrau von Graf Moritz Casimir I. An der Längsseite der Kirche befinden sich Grabplatten für Regierungsrat Wilhelm Ludwig Freudenberg und für den Landdrosten und Kanzleirat Freiherr von Fürstenwärter.
An die Toten des Krieges von 1870/71 der Gemeinde erinnert eine Gedenktafel. Den Gefallenen des Ersten Weltkrieges sind zwei farbig gestaltete Kirchenfenster mit Wappen und den Namen der Toten gewidmet. Die Fenster wurden um 1920 von Otto Linnemann gestaltet. Am Kirchplatz erinnert eine Tafel an die Toten des Zweiten Weltkrieges.

## Orgel
Auf der Orgelempore hinter dem historischen Orgelprospekt des Hofschreiners Johann Caspar Rodermund befindet sich eine moderne Orgel mit 21 Registern des Schwelmer Orgelbauunternehmens Bürkle, die 1967 eingebaut wurde. Das historische Orgelprospekt ist in festlichem Weiß gehalten, mit Blattgold verziert und reich mit barocker Schnitzerei ausgeführt.

## Glocken

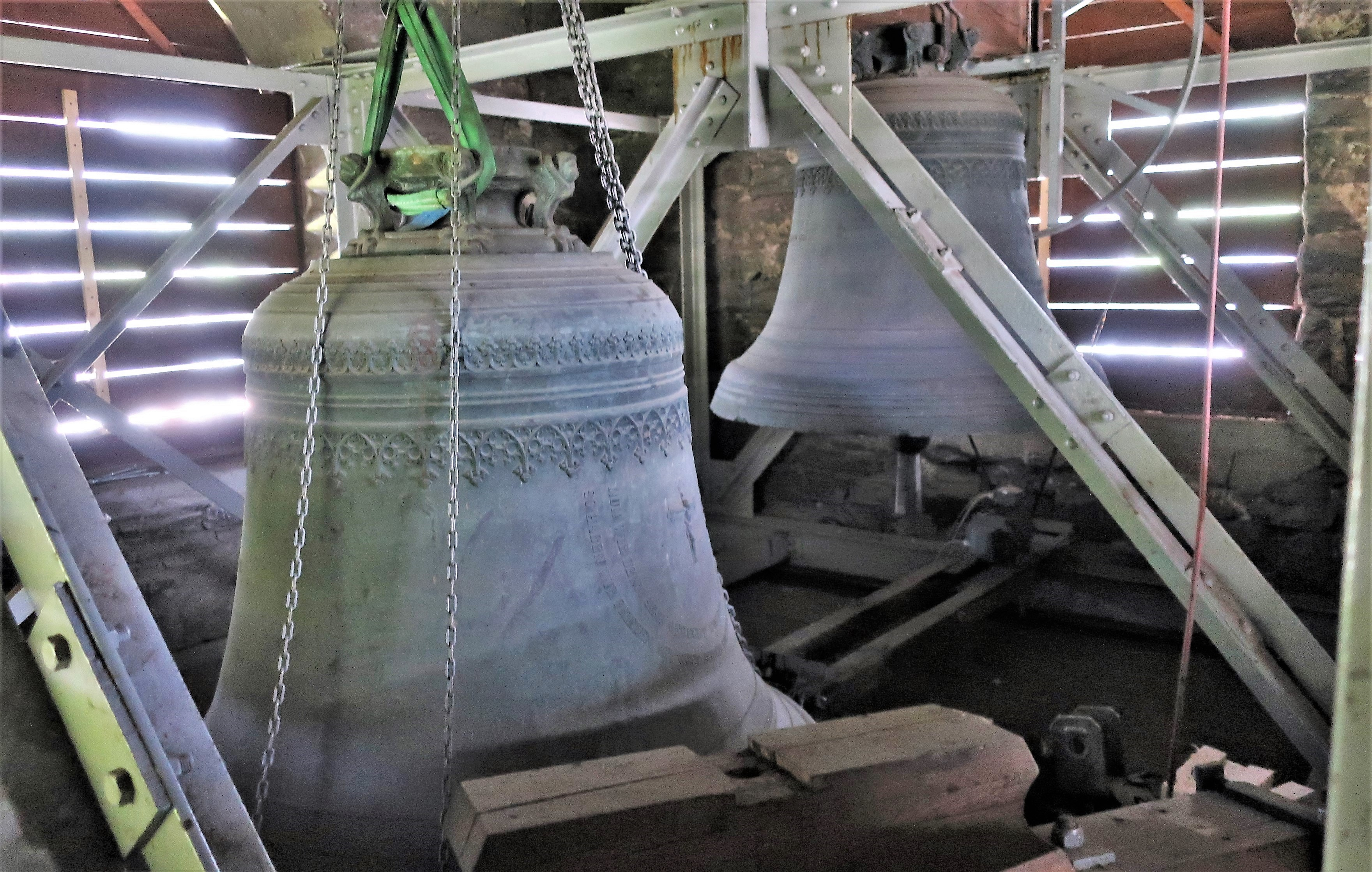
Zwei von drei Bronzeglocken

Im Turm befinden sich drei reich verzierte Bronzeglocken, die 1895 vom Hohenlimburger Kommerzienrat Moritz Ribbert der Gemeinde als Geschenk übergeben wurden. Gegossen wurden die Glocken in Frankenthal von der Glockengießerei Andreas Hamm. Sie sind heute das letzte vollständig erhaltene Bronzegeläut aus dem 19. Jahrhundert in Westfalen.
Die größte Glocke mit dem Ton „h“ hat ein Gewicht von 2180 Kilogramm und ist mit einem Kruzifix als Symbol versehen. Die mittlere Glocke mit dem Ton „cis“ und einem Gewicht von 1485 Kilogramm hat als Symbol ein brennendes Herz. Die kleinste Glocke mit dem Ton „dis“ wiegt 1100 Kilogramm und hat einen Anker als Symbol.